# Kanton Alto-di-Casaconi
Alto-di-Casaconi is een voormalig kanton van het Franse departement Haute-Corse. Het kanton maakte sinds januari 2010 deel uit van het arrondissement Corte, daarvoor behoorde het tot het arrondissement Bastia. Het zuidelijke deel van het kanton, ten zuiden van de Golo-rivier, omvat de historische pieve Casacconi. Een pieve is een oude Corsicaanse bestuurlijke eenheid. De Casacconi wordt gerekend tot de ruimere streek Castagniccia.
Het kanton werd opgeheven bij decreet van 13  februari 2014 met uitwerking op 22 maart 2015.

## Gemeenten
Het kanton Alto-di-Casaconi omvatte de volgende gemeenten:
- Bigorno
- Campile
- Campitello (hoofdplaats)
- Canavaggia
- Crocicchia
- Lento
- Monte
- Olmo
- Ortiporio
- Penta-Acquatella
- Prunelli-di-Casacconi
- Scolca
- Volpajola